# 심리의존
심리의존은 정서적-동기적 금단 증상을 수반하는 인지 장애이다. 불안 및 무쾌감증 - 장기간의 약물 남용 또는 특정 반복적 행동이 중단된 경우 등이 이에 해당한다. 이는 정신 활성 물질이나 행동에 자주 노출되면서 발생하지만, 행동 의존성은 덜 언급된다. 특정 메커니즘에는 신경 전달 물질 활동의 변화 또는 수용체 발현의 변화를 통해 매개될 수 있는 신경의 역적응이 포함된다. 환경 강화와 신체 활동은 금단 증상을 약화시킬 수 있다.

## 증상
증상은 아래와 같다:
- 불안
- 공황발작
- 불쾌감
- 무쾌감증
- 금단 증상
- 심리적 스트레스

## 같이 보기
- 습관화